# 朱鴻森
朱鴻森（1978年3月23日—），綽號「朱老」、「小丑」，台灣前棒球選手，曾效力於中華職棒兄弟象，守備位置為二壘手。

## 生平
朱鴻森在2002年季中選秀被衛冕軍兄弟象於第一輪網羅。該年9月7日兄弟象對興農牛大幅領先的賽事為朱鴻森之中職處女秀，8局下半彭政閔敲安上一壘後被換下，由他擔任代跑。2002～2004年，由於兄弟象內野人才濟濟，朱鴻森先發機會不多，更常以代打或代跑的身分上場。不過在2004年球季結束後的中韓職棒友誼對抗賽第二戰（三星獅12：7兄弟象）朱鴻森在7局下半扛出一發令三星獅球員與啦啦隊都無比震驚的2分砲。
2005年，朱鴻森整個例行賽並未實現季前許下的開轟願望，不過該季安打與上壘能力大幅成長，象隊教練團更在賽季末期開始將他排在第一棒並讓他嘗試大膽盜壘。該年朱鴻森與統一獅陽森都跑出25次盜壘成功，但以較差的成功率錯過了盜壘王獎項。
2006年，朱鴻森在4月15日兄弟象對中信鯨之戰扛出中職生涯第一發全壘打，突破平手僵局的左外野2分砲。
2007～2009年，朱鴻森持續以穩定的防守、安打和上壘能力站穩兄弟象先發攻守位置，但此時表現卻是大好大壞，攻守兩端多次優異表現的同時，卻也偶有令人不解的低級失誤，成為球迷茶餘飯後的笑料談資，其中又以2008年5月4日兄弟象對La New熊12局下半的「再見沒有全壘打」，以及2009年台灣大賽第七戰「助跑打擊」最為經典。由於涉入2009年中華職棒假球事件遭檢調單位約談，坦承收受金錢打假球，遭兄弟象開除與聯盟永不錄用。而在承認打假球前，朱鴻森還在自己的部落格針對假球案發表「象魂不滅」文章。
朱鴻森離開球場後擺攤賣過衣服、跳山地舞打零工維生，也曾在夜市賣過美食，2011年12月由於辱罵員警，被判妨礙公務起訴，也一併撤銷假球案緩起訴，隔年假球案部分被判6月，得易科罰金18萬元。
胞弟朱鴻沅也曾於2008年參與中華職棒選秀，但落選。

## 特殊事蹟
- 2003年8月18日與彭政欣、鄭漢禮、吳聲武等人於國道一號嘉義段涉入鬥毆事件，雙方稍後已和解[3]
- 2008年5月4日於天母棒球場出戰La new熊，於延長賽12局下半擊出左外野深遠安打，因以為是全壘打而未積極跑壘，被觸殺於二壘，後來該場比賽兩隊以2:2握手言和。賽後兄弟象以「沒有運動精神」為由處以五千元罰款，這也是後來「再見沒有全壘打」哏的由來，2016年4月15日，社會民主黨發言人苗博雅還以此事評論羅瑩雪的「九局下半」說法及在肯亞案的表現[4]
- 2008年由於該球季各隊二壘手出賽數不足，導致二壘手金手套獎於該季可能從缺，最後獲得中華職棒聯盟強行提名，投票時才以同額競選並勉強超過基本分數拿到該獎項
- 2009年10月25日於台南棒球場面對統一7-ELEVEn獅隊的台灣大賽第七戰時，因要求暫停過久，裁判並無准許，而導致比賽進行中造成反應不及，慌忙下衝回打擊區打擊造成內野小飛球出局，因此對裁判判決不滿而撞擊裁判遭驅逐出場，此為「助跑打擊」事件，事後被罰禁賽三場，罰金六萬元[5]。但數日後由於承認打假球，禁賽再也無法執行，「助跑打擊」意外成為職業生涯的告別作
- 2009年10月30日繳回犯罪所得五萬元[6]
- 因其場上表現多次搞笑而與陽森被緯來體育台棒球節目棒球的故事並列為「頭痛搞笑咖」。

## 經歷
- 台北市東園國小少棒隊
- 臺北縣溪崑國中青少棒隊(榮工)
- 臺北縣中華中學青棒隊(榮工)
- 臺北縣東海高中青棒隊
- 台灣體院棒球隊（富邦公牛）
- 國軍棒球隊(下部隊後參加完該年度的下基地的山隘行軍訓練結束當天被通知被借調至國軍棒球隊）
- 中華職棒兄弟象隊（2002年－2009年11月2日）

## 職棒生涯成績
| 年度   | 球隊   | 出賽 | 打數 | 安打 | 全壘打 | 打點 | 盜壘 | 四死 | 三振 | 壘打數 | 雙殺打 | 打擊率 | 上壘率 | 長打率 | OPS   |
| ------ | ------ | ---- | ---- | ---- | ------ | ---- | ---- | ---- | ---- | ------ | ------ | ------ | ------ | ------ | ----- |
| 2002年 | 兄弟象 | 5    | 7    | 3    | 0      | 3    | 0    | 1    | 2    | 3      | 0      | 0.429  | 0.444  | 0.429  | 0.873 |
| 2003年 | 兄弟象 | 28   | 58   | 9    | 0      | 3    | 3    | 5    | 6    | 9      | 2      | 0.155  | 0.215  | 0.155  | 0.370 |
| 2004年 | 兄弟象 | 45   | 91   | 22   | 0      | 9    | 6    | 3    | 23   | 27     | 2      | 0.242  | 0.263  | 0.297  | 0.560 |
| 2005年 | 兄弟象 | 92   | 343  | 77   | 0      | 27   | 25   | 49   | 36   | 91     | 4      | 0.224  | 0.286  | 0.265  | 0.551 |
| 2006年 | 兄弟象 | 75   | 201  | 46   | 2      | 8    | 1    | 19   | 30   | 60     | 5      | 0.229  | 0.295  | 0.299  | 0.594 |
| 2007年 | 兄弟象 | 46   | 82   | 15   | 0      | 6    | 0    | 4    | 17   | 18     | 2      | 0.183  | 0.218  | 0.220  | 0.438 |
| 2008年 | 兄弟象 | 75   | 188  | 52   | 1      | 20   | 11   | 15   | 28   | 62     | 6      | 0.277  | 0.327  | 0.330  | 0.657 |
| 2009年 | 兄弟象 | 86   | 245  | 65   | 0      | 19   | 14   | 16   | 37   | 77     | 9      | 0.265  | 0.307  | 0.314  | 0.621 |
| 合計   | 8年    | 452  | 1215 | 289  | 3      | 95   | 60   | 94   | 192  | 347    | 30     | 0.238  | 0.290  | 0.286  | 0.576 |

## 外部連結
- 朱鴻森在台灣棒球維基館上的頁面（繁體中文）
- 朱鴻森在中華職棒官網 （中文）和Baseball-Reference （英文）上的頁面

| 前任： 陽森 | 中華職棒金手套獎二壘手 2008年 | 繼任： 從缺 |